# Giornata internazionale per l'accesso universale alle informazioni
Nell'ottobre 2019 l'Assemblea generale delle Nazioni Unite ha proclamato il 28 settembre Giornata internazionale per l'accesso universale alle informazioni (IDUAI).
La giornata è stata inizialmente istituita nel novembre del 2015 dalla Conferenza Generale dell'UNESCO, che ne ha disposto la celebrazione a partire dal 28 settembre 2016, a conferma della priorità assegnata dall'organizzazione al diritto di accesso all'informazione, e su sollecitazione di organizzazioni della società civile ed enti governativi di tutto il mondo che già celebravano da alcuni anni il 28 settembre come "Giornata internazionale per il diritto all'informazione".
In seguito, anche l'Assemblea generale delle Nazioni Unite nell'ottobre 2019 ha adottato il 28 settembre come Giornata internazionale per l'accesso universale alle informazioni (International Day for Universal Access to Information - IDUAI).
Alcune ricostruzioni fanno risalire l'ideazione di questa giornata ad una conferenza di sostenitori della libertà di espressione di 15 paesi svoltasi a Sofia, in Bulgaria, nel 2002, evento che avrebbe dato origine alla Freedom of Information Advocates Network (FOIA), una rete di organizzazioni non governative e della società civile nazionali e internazionali che lavorano nel campo della libertà di informazione.
Nel definire il processo di istituzione di una giornata internazionale per l'accesso alle informazioni, la risoluzione UNESCO del 2015 fa esplicito riferimento a movimenti civili africani, in particolare ad una Conferenza panafricana del 2011 sull'accesso all'informazione, organizzata dalla stessa Organizzazione delle Nazioni Unite per l'Educazione, la Scienza e la Cultura, e in seguito sostenuta da una coalizione della società civile chiamata Piattaforma africana per l'accesso all'informazione (APAI).
Sia UNESCO che Nazioni Unite sostengono come il diritto di tutti di accedere liberamente, ricevere, produrre informazione rappresenti un prerequisito per la cittadinanza attiva, per una società della conoscenza efficace e e inclusiva, per la rivendicazione e il sostegno dei diritti umani.

## Temi della Giornata

### 2020
Nel 2020 la giornata è stata dedicata al diritto all'informazione in tempi di crisi (in particolare quella provocata dalla diffusione del COVID-19) e ai vantaggi derivanti dalla presenza di garanzie costituzionali, statutarie e/o politiche per l'accesso pubblico all'informazione, al fine di salvare vite umane, creare fiducia e promuovere la definizione di politiche sostenibili.

### 2021
Nel 2021 il tema della giornata internazionale, "ricostruire meglio con l'accesso all'informazione", intende sottolineare come nella fase in cui i paesi si trovano impegnati a lottare per vincere la pandemia di COVID-19 e ricostruire la comunità e le istituzioni, sia più forte che mai il bisogno sociale di informazioni accurate e affidabili.
L'UNESCO e le istituzioni associate hanno organizzato per la giornata sei seminari/gruppi di discussione virtuali incentrati sul ruolo centrale della legislazione sull'accesso all'informazione e la sua applicazione in tutto il mondo, per la ricostruzione di istituzioni efficaci e inclusive che contribuiscano al bene pubblico e allo sviluppo sostenibile, rafforzino la cooperazione internazionale per promuovere e applicare il diritto all'informazione come diritto umano fondamentale.